# Ramot Naftali
Ramot Naftali (hebr. ‏רָמוֹת נַפְתָּלִי‎) – moszaw położony w Samorządzie Regionu Mewo’ot ha-Chermon w Dystrykcie Północnym Państwa Izrael.

## Położenie
Moszaw jest położony w północnej części Górnej Galilei, w Górach Naftali, w odległości około 2,5 kilometrów na wschód od granicy z Libanem. Teren na wschód od moszawu opada stromym klifem do Doliny Hula. Na północ od osiedla znajduje się głęboki kanion potoku Kadesz, a na południowy wschód kanion potoku Zemer. W jego otoczeniu znajduje się miasteczko Jesud ha-Ma’ala, kibuce Jiftach, Lahawot ha-Baszan, Gonen i Malkijja, oraz moszawy Sede Eli’ezer i Diszon. Po stronie libańskiej znajdują się wioski Blida i Ajtarun.

## Demografia
Liczba mieszkańców Ramot Naftali:

## Historia

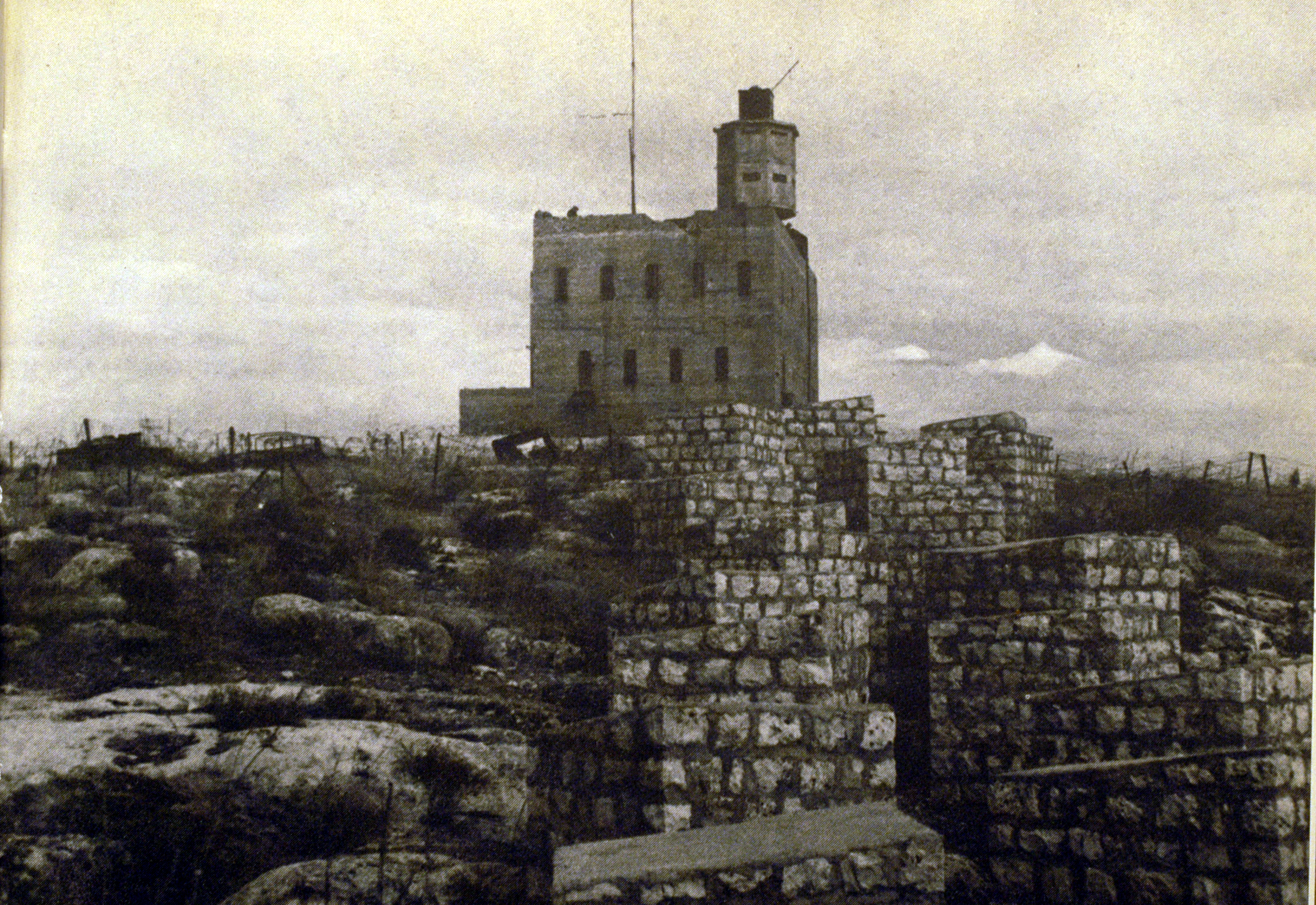
Fort brytyjskiej policji w an-Nabi Jusza

Moszaw został założony w 1945 roku przez żołnierzy elitarnych kompanii szturmowych Palmach. Pierwszym domem wzniesionym w osadzie był ufortyfikowany budynek nazywany „Twierdzą” (hebr. Mecuda). Zajmował on wraz z całą osadą strategiczne miejsce na granicy Libanu z Doliną Hula. W 1946 roku osiedliła się tutaj grupa żydowskich weteranów z Brygady Żydowskiej. W bezpośrednim sąsiedztwie moszawu znajdowała się arabska wieś an-Nabi Jusza. Podczas wojny domowej w Mandacie Palestyny w połowie kwietnia 1948 roku Brytyjczycy ewakuowali większość swoich posterunków w Górnej Galilei. Rejon wioski an-Nabi Jusza zajęły siły Arabskiej Armii Wyzwoleńczej, które w tutejszym forcie policji mandatowej (fort Tegart) utworzyły swoją bazę. Moszaw Ramot Naftali został wówczas odcięty od pozostałej części kraju. Żydowska organizacja paramilitarna Hagana rozumiała strategiczne położenie fortu policji w an-Nabi Jusza, ponieważ kontrolował on drogę wjazdową na klif w górach Naftali i zamykał dojazd do położonych tam osiedli żydowskich. Również tędy prowadziła droga, którą do Doliny Hula schodziły arabskie milicje. W dniu 15 kwietnia siły Palmach przeprowadził pierwszą próbę zdobycia an-Nabi Jusza, ale po straceniu 2 żołnierzy wycofał się. Drugą próbę podjęto 20 kwietnia z wykorzystaniem większych sił i materiałów wybuchowych do wysadzenia muru fortu. Podczas natarcia zginęło 22 żołnierzy żydowskich. Na samym początku I wojny izraelsko-arabskiej w nocy z 16 na 17 maja 1948 roku Izraelczycy zajęli wieś an-Nabi Jusza. W walce o fort zginęło 2 izraelskich żołnierzy. Następnie wysiedlono wszystkich mieszkańców, a domy wyburzono, pozostawiając jedynie posterunek brytyjskiej policji, który obecnie służy jako baza straży granicznej. Moszaw został silnie ufortyfikowany i stanowił część pierścienia granicznych fortyfikacji an-Nabi Jusza-Jiftach-Menara-Misgaw Am, który miał chronić Górną Galileę przed oderwaniem od Izraela. Przeprowadzona w październiku 1948 roku operacja „Hiram” umożliwiła Izraelczykom zajęcie całej Galilei. Po wojnie moszaw został przekształcony w całkowicie cywilną osadę rolniczą. Jednak położenie blisko granicy libańskiej powodowało, że obszar ten był niezwykle niebezpieczny i nie sprzyjał rozwojowi osadnictwa. Moszaw był wielokrotnie ostrzeliwany przez terrorystów przenikających przez granicę z terytorium Libanu. W latach 50. XX wieku moszaw dotknęła głęboka zapaść gospodarcza, w wyniku której większość jego mieszkańców wyjechała. W 1963 roku w Ramot Naftali mieszkała zaledwie jedna rodzina. W następnych latach władze poczyniły liczne kroki na rzecz rozwoju moszawu, przyciągając do niego nowych mieszkańców. Początkowo mieszkali oni w starych domach położonych na centralnym wzgórzu. Jednak później wybudowano nowe domy mieszkalne, położone bardziej na wschód. Kiedy w 2000 roku izraelska armia wycofała się ze strefy bezpieczeństwa w południowym Libanie, sytuacja w rejonie Ramot Naftali znacznie się pogorszyła. Podczas II wojny libańskiej w 2006 roku moszaw ucierpiał od ostrzału rakietowego Hezbollahu. W moszawie istnieją specjalne zarządzenia bezpieczeństwa, nakazujące wszystkim schronienie się w schronach po ogłoszeniu alarmu lub po pierwszej salwie nieprzyjacielskiego ostrzału.

## Kultura i sport
W moszawie znajduje się ośrodek kultury z biblioteką. Z obiektów sportowych jest basen pływacki, sala sportowa oraz boiska.

## Edukacja
Moszaw utrzymuje przedszkole. Starsze dzieci są dowożone do szkoły podstawowej i średniej w kibucu Kefar Blum.

## Turystyka
Od początku XXI wieku rośnie znaczenie turystyczne moszawu Ramot Naftali. Istnieje możliwość wynajęcia noclegów i zorganizowania wycieczek po okolicy. Ze względów bezpieczeństwa swobodne poruszanie się w strefie przygranicznej jest mocno ograniczone i musi odbywać się zgodnie z zaleceniami Sił Obronnych Izraela.

## Gospodarka
Gospodarka moszawu opiera się na sadownictwie. W tutejszych sadach hodowane są jabłonie, brzoskwinie i winorośl. Winogrona z Ramot Naftali są uznawane za jedna z najlepszych w kraju i sprzedawane do najlepszych winnic w Izraelu. Moszaw posiada także własną niewielką winnicę. Jest tu także ferma drobiu. Część mieszkańców znajduje zatrudnienie w obsłudze ruchu turystycznego lub pracuje w Dolinie Hula.

## Infrastruktura
W moszawie znajduje się przychodnia zdrowia, sklep wielobranżowy i warsztat mechaniczny.

## Komunikacja
Wzdłuż wschodniej granicy moszawu przebiega droga nr 886, którą jadąc na południowy zachód dojeżdża się do skrzyżowania z drogą prowadzącą do moszawu Diszon lub dalej do moszawu Alma, natomiast jadąc na północny wschód dojeżdża się do skrzyżowania z drogą nr 899 i dalej do kibucu Jiftach. Drogą nr 889 można jechać na południowy zachód do kibucu Malkijja, lub zjechać na wschód z klifu do Doliny Hula i drogi ekspresowej nr 90 (Metulla-Ejlat). Z moszawu wychodzi także w kierunku północno-zachodnim droga nr 8977, która prowadzi do skrzyżowania z drogą nr 899 i do kibucu Malkijja.